# Diana Kuh
Diana Jane Lewin Kuh es una epidemióloga británica y profesora emérita de Epidemiología del Curso de Vida en el University College de Londres. Anteriormente fue Directora Científica de la Encuesta Nacional de Salud y Desarrollo. Kuh ha sido nombrada constantemente una de las científicas más citadas del mundo. 

## Primeros años y educación
Kuh estudió economía en la Universidad de Cambridge. Se trasladó a la Universidad de Exeter, donde trabajó en la Unidad de Investigación Operativa utilizando modelos de computadora mainframe para asignar fondos para la atención médica. Posteriormente se incorporó a la Unidad de Investigación Pediátrica, donde investigó las necesidades de salud de adolescentes y jóvenes.

## Investigación y carrera
En 1987, Kuh comenzó a trabajar en la Encuesta Nacional de Salud y Desarrollo, un estudio de cohorte de nacimiento que siguió a más de 5.000 participantes desde sus nacimientos en 1946. En 2007 asumió su puesto como Directora Científica de la Encuesta Nacional de Salud y Desarrollo. Su primer trabajo utilizando el estudio de cohorte buscó comprender los orígenes de las enfermedades cardiovasculares y las contribuciones de la exposición temprana. Esto se convirtió en la base de su investigación doctoral, obteniendo un doctorado en la Escuela de Economía de Londres en 1993.
Kuh comenzó a interesarse por la salud de la mujer a finales de los noventa. Cuando su cohorte de estudio cumplió 43 años, fueron entrevistados por enfermeras en su domicilio. Kuh aprovechó esta oportunidad para comprender la transición de la menopausia. Su investigación mostró que la lactancia materna, mejores circunstancias socioeconómicas y una mayor capacidad cognitiva de los niños se correlacionaban con una menopausia más tardía. Continuó demostrando la relación entre la menopausia, la densidad ósea y la función cardiovascular. Trabajó con Gita Mishra para estudiar la menopausia prematura y temprana. Juntas demostraron que las mujeres con abortos espontáneos recurrentes tenían más probabilidades de experimentar la menopausia temprana y que las mujeres asiáticas enfrentaban un riesgo mayor que otras etnias. También demostró que una menopausia tardía era ligeramente beneficiosa para la memoria.
Kuh fue coautora de A Life Course Approach to Women's Health (Un enfoque del curso de vida para la salud de la mujer), que exploró la influencia a largo plazo de la experiencia fetal e infantil. Sus investigaciones han demostrado que los primeros años de vida tienen un profundo impacto en la salud de los adultos y que esa desventaja da lugar a un envejecimiento acelerado. Esto incluía el envejecimiento musculoesquelético: la adversidad infantil, el peso al nacer y el logro de hitos motores se asociaron con la fuerza de agarre en la edad adulta.
La investigación de Kuh adopta un enfoque que abarca el ciclo de vida para comprender la salud de la mujer. Fundó la Unidad del Consejo de Investigación Médica para la Salud y el Envejecimiento a lo Largo de la Vida. Su trabajo mostró que los niños nacidos después de 1990 tenían tres veces más probabilidades que otras generaciones de tener sobrepeso.